# Ітабераба (мікрорегіон)
Ітабераба (порт. Microrregião de Itaberaba) — мікрорегіон в Бразилії, входить в штат Баїя. Складова частина мезорегіону Північно-центральна частина штату Баїя. Населення становить 246 272 чоловік на 2005 рік. Займає площу 16 681,854 км². Густота населення — 14,8 чол./км².

## Склад мікрорегіону
До складу мікрорегіону включені наступні муніципалітети:
1. Байша-Гранді
2. Боа-Віста-ду-Тупін
3. Іасу
4. Ібікера
5. Ітабераба
6. Лажедінью
7. Макажуба
8. Майрі
9. Мунду-Нову
10. Руй-Барбоза
11. Тапірамута
12. Варзеа-да-Роса

| Бразилія | Це незавершена стаття з географії Бразилії. Ви можете допомогти проєкту, виправивши або дописавши її. |